# Бельгійський заєць
Бельгійський заєць (нім. Hasenkaninchen rotbraun) — порода кролів м'ясо-шкуркового напряму. Найбільш відомий завдяки своєму близькому схожості з зайцем, з довгим, тонким м'язовим тілом, і чітко окресленими задніми лапами. Їх голова довга, хвіст прямий, і знаходиться на одній лінії з хребтом. Тому передні лапи бельгійського зайця, як правило, довгі і тонкі в кістках, прямі, а їх задні лапи довгі, тонкі і рівні. Навіть людина, що зовсім не розуміється в кролівництві, відразу виділить бельгійського зайця з усіх порід кролів.
Вважається, що це єдина порода домашніх кроликів з глибоким рудим кольором, насиченим каштановим кольором, з чорними хвилями або плямами. Бельгійський заєць надзвичайно фотогенічний, дивний і незвичайний, але варто погладити кролика, щоб ще сильніше ним захопитися, хутро у бельгійця ніжне і ласкаве, що нагадує під пальцями хутро норки.
Бельгійський заєць найбільш інтелектуальний кролик: він здатний відгукуватися на своє прізвисько і виконувати нескладні команди, привчається робити туалет в тому місці, яке показав господар. Через надзвичайну активність, вони були названі «скаковими конями бідняків».

## Історія
Кролик породи бельгійський заєць, був виведений на основі селекції дикого кролика, і дуже нагадує його по зовнішності. Вважається однією з найрозумніших і активних порід домашніх кроликів. Характеризується довгим, худим тілом і спритними лапами, нагадує зайця, і може жити до 5 років або більше.

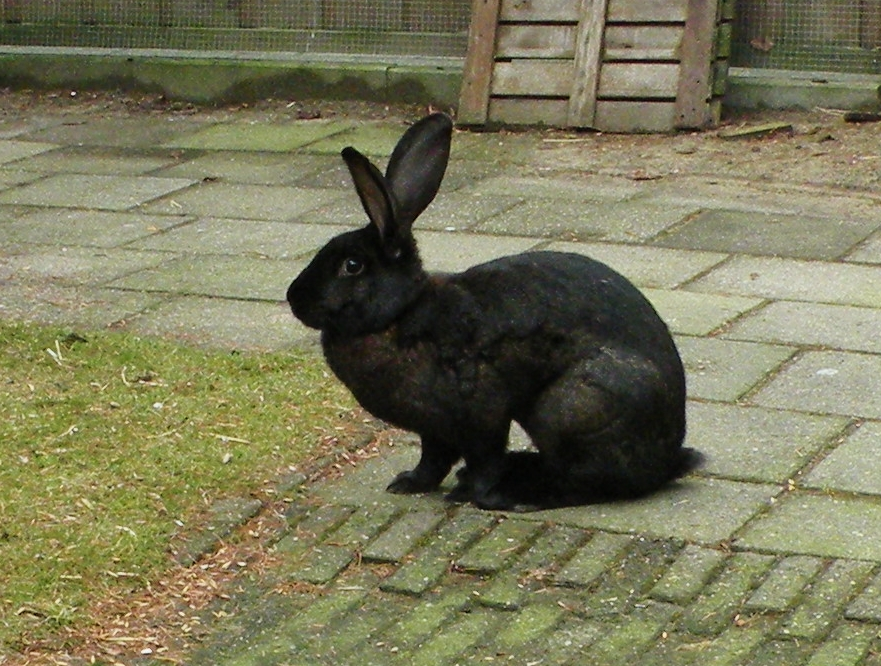
Чорний бельгійський заєць

Перших бельгійських зайців розводили в Бельгії на початку 18 століття шляхом схрещування домашніх і диких європейських кроликів, мета створення — отримання кролячого м'яса. У 1874 році вони були ввезені до Англії і стали називатися «Бельгійськими Зайцями». Англійські заводчики домоглися того, що бельгійський заєць став ще більш енергійним, як дикі англійські кролики.

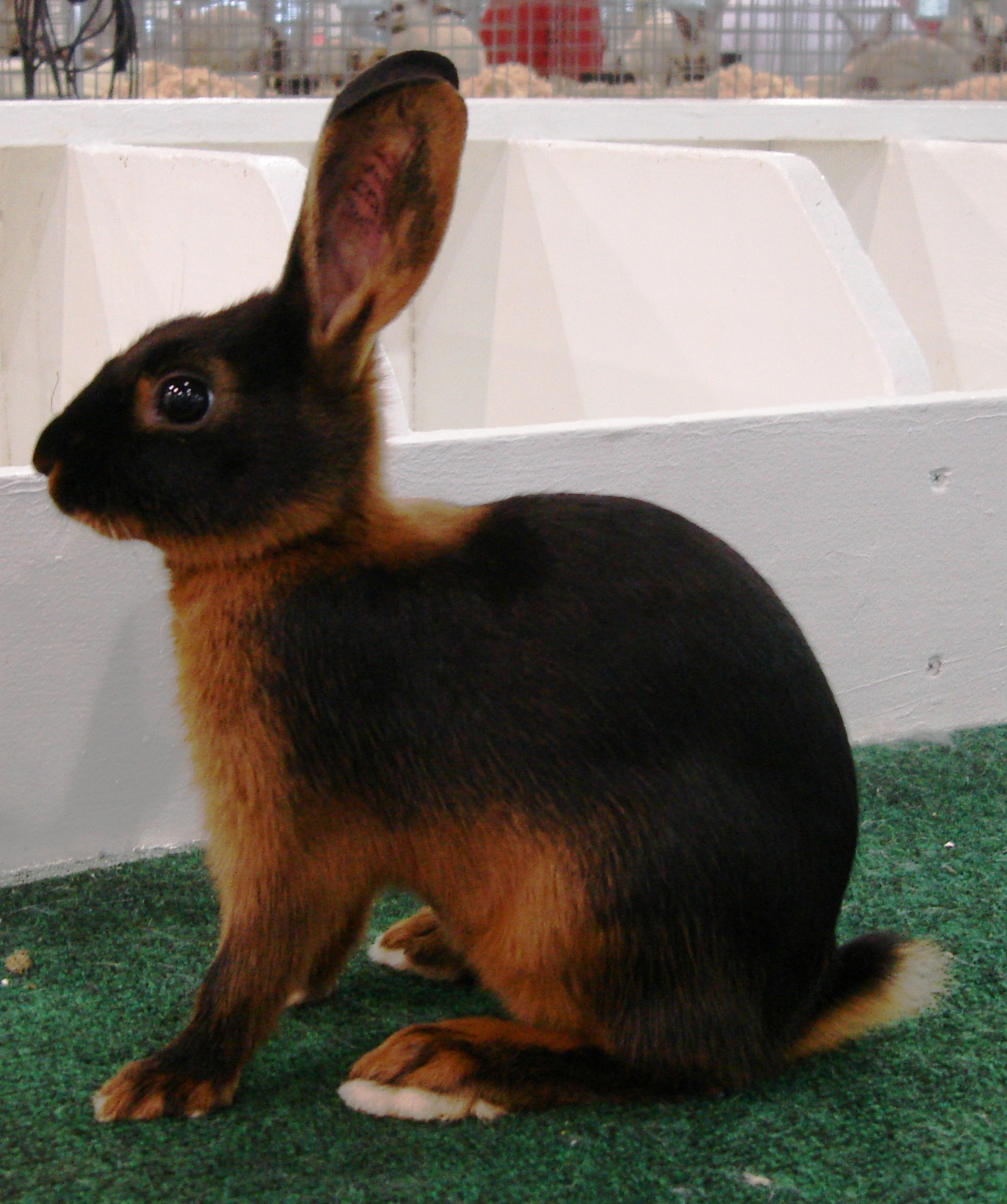
Бельгійський заєць темного забарвлення

Коли кролик потрапив в Америку, відразу ж став популярним, що призвело до появи тисяч клубів бельгійського зайця по всій країні. Сьогодні в Штатах існує «Американський клуб Бельгійського зайця», хоча за півтора століття він пережив чимало перетворень і злиттів. Так, найпершою в цьому ряду була «Американська асоціація Бельгійських зайців», яку після всього лише року змінив «Національний клуб Бельгійського зайця» — він проіснував 12 років і увійшов до складу «Національної фондової асоціації домашніх тварини». Потім були ще кілька перетворень, поки в 1972 році за заявкою бельгійських селекціонерів не виникло нинішнє утворення.
У 20-х роках ХХ століття інтерес до породи почав згасати. Були спроби розводити Бельгійського зайця як м'ясну породу і навіть як спортивну, для участі в гонках. Однак ні перша, ні друга успіхом не увінчалася..

## Біологічні характеристики
Вага дорослого бельгійського зайця коливається від 3,6 до 4,5 кілограмів. Живе кролик в середньому 5 років, а при належному догляді — і довше. Особливу увагу слід приділити розмноженню зайців. Справа в тому, що з віком у самок відбувається злиття тазових кісток, а тому найкращий час для першої злучки і вагітності — 9 місяців. Вагітність триває від 28 до 31 дня, у поносі з'являються 4 — 8 кроленят. Коли кролиця досягне віку 3 років, її по вже названій фізіологічній особливості краще не допускати до злучки, так як можливі складнощі з природним окролом.
Для утримання Бельгійського зайця потрібно досить широкий простір — цей кролик дуже енергійний і рухливий. Оскільки тварина досить велика і сильна, для спілкування з дітьми вона не підходить.